# 渥美友重
渥美 友重（あつみ ともしげ）は、安土桃山時代から江戸時代初期の武将。

## 略歴
徳川家康の家臣で大番頭を務めた渥美友勝の子。最初は家康の嫡男・松平信康に仕えたが、天正7年（1579年）信康が自害させられると家康の直臣となった。天正10年（1582年）家康の伊賀越えに従う。天正12年（1584年）小牧・長久手の戦いでは服部正成とともに戦場への斥候を命じられ、敵勢の挑発に乗らず冷静に対応したことを正成より称賛された。長久手での戦闘では井伊直政の隊に属して首級2を挙げた。しかしその後教如派本願寺門徒の追放が行われると、該当した友重兄弟は浪人することになった。
天正18年（1590年）小田原征伐が起こると、弟とともに密かに平岩親吉の隊に属して岩槻城攻撃に参加して活躍。戦後、浅野長吉を通じて家康へ帰参を願い出たが、直参は許されず家康庶子の結城秀康への仕官を認められた。慶長5年（1600年）関ヶ原の戦いに際しては上杉氏への抑えとして東国へ置かれた秀康に従い、多賀谷三経とともに下野大田原城を守備する。しかしその後、不祥事を起こして岳父の高木広正の預かりとなり、慶長12年（1607年）秀康が亡くなると再び浪人となった。浪人中は池田輝政から仕官の誘いがあったものの受けなかった。
慶長19年（1614年）大坂冬の陣の際、本多正信や安藤重信の仲介を得て徳川秀忠に謁見し、秀康の跡を継いでいた松平忠直への再仕官が認められ、翌慶長20年（1615年）大坂夏の陣で戦功があった。忠直が改易後はその子で越後高田藩主となった光長に家老として仕える。寛永9年（1632年）幕府より高田城の城代を命じられた。正保2年（1645年）高田城で死去。